# ちょいさき
ちょいさきはFM NACK5で2021年10月3日から2023年3月19日まで放送されたラジオの情報バラエティ番組。

## 概要
エフエムナックファイブでは、2020年度までプロ野球オフシーズン（秋冬シーズン）の時期には日曜日の夜の時間帯（18～21時）に『SPO-NOW』を放送していたが、この番組の終了に伴い、新たに日曜日の18時から21時に生放送の情報バラエティ番組を編成するもの。
この番組では、2021年の夏に行われた『NACK5 番組争奪フェスティバル2021』の一環として、2021年7月25日に放送されたもので、リスナーに対して、この月曜日からの1週間の間に行われる「グルメ、映画、音楽、スポット、舞台」といった、知りたい「トレンド情報」を先取りして伝えるもので、コンセプトは「たった3時間で「ちょいさき」のことを知ったかぶれるエンタメバラエティ」となっている。

## 放送時間
- 毎週日曜日 18:00 - 21:00

## パーソナリティ
- 森本晋太郎（トンツカタン）
- 高田秋

## スタッフ
- 構成：塩見昌矢

　　AD:藤原ちゃん
　サブ作家:佐藤ちゃん